# Diamphidicus australis
Diamphidicus australis är en tvåvingeart som beskrevs av Cook 1971. Diamphidicus australis ingår i släktet Diamphidicus och familjen dyngmyggor. Inga underarter finns listade i Catalogue of Life.